# تایسن کید
تایسن کید (انگلیسی: Tyson Kidd؛ زادهٔ ۱۱ ژوئیهٔ ۱۹۸۰) کشتی‌گیر کشتی حرفه‌ای اهل کانادا است.